# Walter Gerrard
Walter Gerrard (Glasgow, 1 de noviembre de 1943 - Hong Kong, 30 de marzo de 2014) fue un futbolista británico que jugaba en la demarcación de delantero.

## Biografía
Debutó como futbolista en 1962 con el Barnsley FC, donde jugó durante una temporada. En 1963 fue traspasado al East Stirlingshire FC, permaneciendo en el club tres años. Tras pasar por el Berwick Rangers FC y por el Clydebank FC, Gerrard se fue a Hong Kong para fichar por el Hong Kong Rangers FC, con el que ganó la Primera División de Hong Kong. Dos años más tarde el Seiko SA se hizo con sus servicios, lesionándose al final de la temporada. Dos años después de su recuperación volvió al club para retirarse finalmente en 1978, ganando tres años antes de nuevo la Primera División de Hong Kong.
Falleció el 30 de marzo de 2014 en Hong Kong a los 70 años de edad.

## Clubes
| Club                  | País       | Año         |
| --------------------- | ---------- | ----------- |
| Barnsley FC           | Inglaterra | 1962 - 1963 |
| East Stirlingshire FC | Escocia    | 1963 - 1966 |
| Berwick Rangers FC    | Escocia    | 1966 - 1967 |
| Clydebank FC          | Escocia    | 1967 - 1969 |
| Hong Kong Rangers FC  | Hong Kong  | 1970 - 1972 |
| Seiko SA              | Hong Kong  | 1972        |
| Seiko SA              | Hong Kong  | 1974 - 1978 |

## Palmarés

### Campeonatos nacionales
| Título                        | Club                 | País      | Año  |
| ----------------------------- | -------------------- | --------- | ---- |
| Primera División de Hong Kong | Hong Kong Rangers FC | Hong Kong | 1971 |
| Primera División de Hong Kong | Seiko SA             | Hong Kong | 1975 |